# Providenciales
Providenciales is een eiland in het Caribisch gebied en onderdeel van de Turks- en Caicoseilandengroep. Het eiland wordt bewoond door 23.769 mensen.
Providenciales wordt in de omgangstaal vaak Provo genoemd. Het is het meest westelijk gelegen bewoonde eiland van de eilandengroep. Providenciales met zijn uitgestrekte stranden en koraalriffen is een luxueuze toeristenbestemming met 350 zonnige dagen per jaar. Het eiland heeft een oppervlak van 98 km² en wordt door ongeveer 23.000 personen bewoond (schatting 2012).
Voor 1960 had Providenciales slechts rond 500 inwoners. Vanaf 1966 kreeg een onderneming toestemming om grond van de staat te verpachten. Daarna ontwikkelde Providenciales zich tot het meest bewoonde eiland van Turks en Caicos. Provo is tegenwoordig het zakelijk en toeristisch centrum van het gebied. De Providenciales International Airport is de grootste luchthaven van de eilandengroep, er kan overgestapt worden op vluchten naar vijf andere eilanden.
Het eiland beschikt over meerdere resorthotels, een 18-hole-golfbaan en er is gelegenheid te duiken bij de koraalriffen. Een aantal welgestelde gepensioneerden heeft er een vaste woonplaats gevonden.

## Ecologie
De westelijke helft van het eiland is grotendeels onbewoond en herbergt het Chalk Sound National Park. Het park bestaat grotendeels uit een 4,5 km lange baai met veel paddenstoelvormige kleine eilandjes. Aangrenzend ligt het Natural Reserve Pigeon Pond and Frenchman's Creek. Ook bevindt zich op het westelijk deel het Northwest Point Marine National Park, dat zich uitstrekt tot de riffen in zee; het heeft enkele zoutwatermeren die aantrekkelijk zijn voor broed- en trekvogels.